# An Quốc thiền vu
An Quốc thiền vu (giản thể: 安国单于; phồn thể: 安國單于; bính âm: Ānguó Chányú, ?-94) là con trai của Hải Lạc Thi Trục Đê thiền vu của Nam Hung Nô và là đệ của Hưu Lan Thi Trục Hầu Đê. Ông kế vị thiền vu Đồn Đồ Hà vào năm Vĩnh Nguyên thứ 5 (93) thời Đông Hán. Sau khi An Quốc thiền vu kế vị, quan hệ với Tả Hiền vương Sư Tử bất hòa, nội loạn lại xảy ra, không lâu sau An Quốc bị sát hại.